# Bohuslav Hudec
Bohuslav Hudec (* 25. září 1987 Šumperk) je český politik a právník, od ledna 2025 poslanec Poslanecké sněmovny PČR, od roku 2020 zastupitel a od roku 2024 náměstek hejtmana Olomouckého kraje, v letech 2016 až 2018 místostarosta a od roku 2018 starosta obce Rapotín v Šumpersku, člen hnutí ANO.

## Život
Pochází z obce Rapotín nedaleko Šumperka. Je vystudovaný právník s titulem Mgr., který získal na Právnické fakultě Univerzity Palackého v Olomouci. V letech 2013 až 2016 pracoval u Policie ČR ve funkci vrchního referenta.
Mnoho let působí jako předseda Svazu obcí údolí Desné. V letech 2019 až 2023 byl členem dozorčí rady akciové společnosti Vodohospodářská zařízení Šumperk, od března 2023 je členem jejího představenstva.
Je svobodný a bezdětný, žije v obci Rapotín na Šumpersku. Mezi jeho koníčky patří sport. Od dětství se věnuje fotbalu, který hraje i v domácím klubu TJ Jiskra.

## Politické působení
V komunálních volbách v roce 2014 byl zvolen jako nestraník za hnutí ANO zastupitelem obce Rapotín. V letech 2016 až 2018 zastával post místostarosty obce. V dubnu 2018 zemřel dosavadní starosta Pavel Žerníček, na začátku května 2018 byl zvolen jeho nástupcem Hudec. Ve volbách v roce 2018 obhájil již jako člen hnutí ANO post zastupitele obce Rapotín, a to jako lídr tamní kandidátky hnutí. Na konci října 2018 byl po druhé zvolen starostou obce. Také ve volbách v roce 2022 se stal z pozice lídra kandidátky zastupitelem obce. V říjnu 2022 byl zvolen již po třetí starostou obce.
V krajských volbách v roce 2020 byl zvolen jako člen hnutí ANO zastupitelem Olomouckého kraje. Ve volbách v roce 2024 mandát krajského zastupitele obhájil. V říjnu 2024 se pak stal náměstkem hejtmana pro dotace a dopravu.
Ve volbách do Poslanecké sněmovny PČR v roce 2021 kandidoval za hnutí ANO v Olomouckém kraji, ale neuspěl (stal se prvním náhradníkem). V lednu 2025 však zemřel jeho stranický kolega Milan Feranec a Hudec se tak stal novým poslancem.
Ve sněmovních volbách v roce 2025 kandiduje na 12. místě kandidátní listiny hnutí ANO v Olomouckém kraji.